# Death or Glory (серия комиксов)
Death or Glory — серия комиксов, которую в 2018—2020 годах издавала компания Image Comics.

## Синопсис
Главной героиней комикса является Глори, которая идёт на преступления, чтобы собрать денег для операции отцу.

## Отзывы
На сайте-агрегаторе рецензий Comic Book Roundup серия имеет оценку 8,3 из 10 на основе 67 отзывов. Джошуа Дэвисон из Bleeding Cool, рецензируя первый выпуск, похвалил художника и написал, что это «один из самых красивых комиксов», которые он видел. Чейз Магнетт из ComicBook.com сравнил Death or Glory с Dead Body Road и с All-New Ghost Rider. Рецензент из Newsarama дал дебютному выпуску 6 баллов из 10 и отметил, что он особо ничем не выделяется, но поклонникам Ремендера понравится. Оливер Вестал из ComicsVerse присвоил первому выпуску рейтинг 99 % и посчитал, что он привлекает реалистичными персонажами. Макс Сиско из AIPT поставил дебюту оценку 9,5 из 10 и одним из плюсов назвал финальную сцену.